# Старо-Пановский мост
Ста́ро-Пано́вский мост — автодорожный железобетонный балочный мост через реку Дудергофку в Красносельском районе Санкт-Петербурга. Единственная автомобильная переправа в правобережную часть Старо-Панова.

## Расположение
Располагается в створе Красной улицы в Старо-Панове.

## История
В конце XIX века на Павловской улице (ныне Красная) был построен деревянный мост с полуплотиной, образовавший Павловское озеро на Дудергофке. Разрушен, предположительно, во время военных действий на Урицком фронте во время Великой Отечественной войны.
В начале 1970-х годов (по данным проектной документации — в 1950-х) был построен новый мост как временный для пропуска автомобилей и пешеходов по одной полосе шириной 4,8 м. Его покрытие собрано из авиационных железобетонных плит. До 2008 года мост не передавался какой-либо эксплуатирующей организации.
28 июля 2010 года мосту присвоили название Старо-Пановский — по Старо-Панову.
В 2007 году выполнено обследование моста. «Выявленные в ходе обследования коррозионные и механические повреждения несущих элементов пролётного строения и опор моста не обеспечивают безопасность движения транспортных средств и переходов».
Весной 2015 года начался капитальный ремонт Старо-Пановского моста. Его полностью демонтировали, а чтобы не прекращалось движение между берегами, севернее (ниже по течению) построили временную объездную сторону с двумя водопропускнутыми трубами в реке. Новый мост должен быть шире — 8 м (две полноценные полосы плюс тротуары). Работы должны были завершиться в октябре 2015 года, но перенесены на декабрь.